# See-Saw (группа)
See-Saw — японская женская поп-группа из Токио. Первоначально в её состав входили Тиаки Исикава, Юки Кадзиура и Юкико Нисиока. Нисиока покинула группу в апреле 1994 года, чтобы продолжить писательскую карьеру. Группа временно распалась в 1995 году, но воссоединилась в 2001 году.
Дуэт Исикавы и Кадзиуры исполнял песни, которые были использованы для открывающих и/или закрывающих тем в различных аниме-сериалах, таких как .hack//SIGN, .hack//Liminality, Mobile Suit Gundam SEED и Mobile Suit Gundam SEED Destiny, а также для саундтрека из Noir.

## История
История возникновения See-Saw начиналась с предшествующей ей женской певческой группы 15 SAND (яп. いちごさんど) в высшей школе, которая состояла из 6 человек, когда туда были приглашены две новых участницы: Юки Кадзиура как клавишница, а чуть позже Тиаки Исикава как вокалистка. Исикава была приглашена своей сестрой, которая уже состояла в данной группе. По сути, это была кавер-группа, исполняющая песни других артистов. Как только к ним присоединилась Кадзиура, они начали петь песни, которые сочиняла сама Юки. 15 SAND существовала до окончания учёбы в университете, после они приостановили музыкальную деятельность из-за поисков работы.
В июле 1992 года три участницы, Юки Кадзиура, Тиаки Исикава и Юкико Нисиока, провели выступление под новым названием See-Saw. 
Юки Кадзиура о сути названия See-Saw (англ. «качели, качание на доске», а также «вижу-видел»):

Это качели, которые находятся в парке. Мы сидим на них лицом к лицу, не правда ли? Иногда наши глаза встречаются, бывают моменты, когда мы находим или теряем равновесие – я подумала, что это интересно и похоже на человеческие отношения.Оригинальный текст (англ.)As it is, a see-saw that is in a park. We sit on a see-saw face-to-face, don’t we? Sometimes our eyes meet and part, and sometimes we bring and lose a balance ― I thought it was interesting as it’s like human relationships.— http://canta-per-me.net/yuki-kajiura/interviews/see-saw-shinseido/
«Swimmer» был дебютным синглом, выпущенным 25 июля 1993 года, через год после их первого выступления. 26 сентября 1993 года группа выпустила свой первый альбом I Have a Dream, а также второй сингл «Kirai ni Naritai» (яп. キライになりたい, «Хочу ненавидеть»).
В 2001 году Кадзиура с Исикавой возобновляют совместную творческую деятельность под брендом See-Saw в качестве дуэта. В 2002 году дуэт See-Saw участвовал в создании второго известного аниме-сериала студии Bee Train .hack//SIGN, ставшего краеугольным камнем широко известного в Японии мультимедийного проекта «.hack».
Одной из самых популярных песен, изданных под брендом See-Saw, стала композиция из финального ролика для аниме-сериала Mobile Suit Gundam SEED «Anna ni Issho Datta no ni» (яп. あんなに一緒だったのに, «А мы были настолько близки»), чей сингл разошелся тиражом в 200 000 копий. Dream Field, первый альбом See-Saw за девять лет, также стал хитом в 2003 году, его общий тираж составил свыше 100 000 проданных экземпляров. В августе 2005 года See-Saw выпустили свой последний сингл «Kimi wa Boku ni Niteiru» (яп. 君は僕に似ている, «Ты похож на меня»). Впрочем, официального роспуска дуэта не было, а в 2012 году появился сплит-сингл «Kidou Senshi Gundam SEED HD Remaster Project Reunion Series 1st-dan» (яп. 機動戦士ガンダムSEED HD リマスタープロジェクト Reunion Series 第一弾), в который вошли обновлённые версии песен «Anna ni Issho Datta no ni» (яп. あんなに一緒だったのに, «А мы были настолько близки») и «Shizukana Yoru ni» (яп. 静かな夜に, «В тихую ночь») к Mobile Suit Gundam SEED.
Спустя многие годы, на вопрос «Чем для вас является See-Saw?» Юки отвечает:

See-Saw – моя отправная точка. Я не хочу думать о её исключении из моих жизненных планов. Даже если пройдёт множество лет, даже если мне исполнится 60, я хочу снова встретиться с ней где-нибудь и попросить: «Тиаки, давай попробуем снова!» Таким образом, я хочу сохранить See-Saw где-то в моём сознании. Это моя мечта.Оригинальный текст (яп.)「私の中で“See-Saw”は原点。自分の一生のプランの中から失くすことは考えたくないんです。もし今後、何年かブランクがあったとしても、またどこかで会って、たとえ60歳になったとしても（笑）、“千亜紀、ちょっとやってみようよ！”って。そうやって一生“See-Saw”を自分の中のどこかに置いておきたい、それが私の夢なんです」— http://www.jvcmusic.co.jp/see-saw/more/p03.html

## Дискография

### Студийные альбомы

#### I Have a Dream
I Have a Dream (с англ. — «У меня есть мечта») — дебютный студийный альбом группы See-Saw.
Трек-лист
1. Swimmer (с англ. — «Пловец»)
2. La La Africa (с англ. — «Ла-ла Африка»)
3. Kakurenbo (яп. かくれんぼ, «Игра в прятки»)
4. Timecard Love (с англ. — «Любовь по табелю»)
5. Heaven (с англ. — «Небеса»)
6. Kirai ni Naritai (Snow Drop version) (яп. キライになりたい (Snow Drop version), «Хочу ненавидеть (Snow Drop-версия)»)
7. Uta (яп. うた, «Песня»)
8. Eien (яп. 永遠, «Вечность»)
9. Futoumei Suisai Enogu (яп. 不透明水彩絵具, «Непрозрачная акварель»)
10. Tooi Timpani (яп. 遠いティンパニ, «Далёкие литавры»)
11. Kokoro no Ehon (яп. 心の絵本, «Иллюстрированная книга сердца»)

#### See-Saw
See-Saw (с англ. — «Качели») — второй студийный альбом группы See-Saw.
Трек-лист
1. Slender Chameleon (яп. スレンダーカメレオン, «Проворный хамелеон»)
2. Suhada ~No-Make~ (Rooms version) (яп. 素肌 ～ノーメイク～ (Rooms version), «Цвет лица ~No-Make~ (Rooms-версия)»)
3. Usubeni (Marmalade lip mix) (яп. うす紅 (Marmalade lip mix), «Светло-малиновый» (Marmalade lip mix))
4. Chao Tokyo (с англ. — «Прощай, Токио») (Dark purple train mix)
5. Dakishimete Iru (яп. 抱きしめている, «Обними меня»)
6. Dareka Watashi to... (яп. 誰か私と…, «Кто-то со мною...»)
7. NERVE (с англ. — «Присутствие духа»)

#### Dream Field
Dream Field (с англ. — «Поле мечты») — третий студийный альбом See-Saw, выпущенный после повторного воссоединения группы в 2003 году. Занимал 7 место в течение 11 недель в еженедельном чарте Oricon.
Трек-лист
1. Kimi ga Ita Monogatari ~Dream Field Mix (яп. 君がいた物語 ～Dream Field Mix, «История, где был ты ~Dream Field Mix»)
2. Tasogare no Umi (яп. 黄昏の海, «Море сумерек»)
3. LOVE (с англ. — «Любовь»)
4. Emerald Green (с англ. — «Изумрудно-зелёные»)
5. Anna ni Issho Datta no ni (яп. あんなに一緒だったのに, «А мы были настолько близки»)
6. Senya Ichiya (яп. 千夜一夜, «Тысяча и одна ночь»)
7. Tsuki Hitotsu (яп. 月ひとつ, «Единственная луна»)
8. Natsu no Tegami (яп. 夏の手紙, «Летнее письмо»)
9. Obsession (с англ. — «Одержимость»)
10. Kioku (яп. 記憶, «Воспоминания»)
11. Jumping Fish (с англ. — «Прыгающая рыба»)
12. Yasashii Yoake (яп. 優しい夜明け, «Добрый рассвет»)
13. Indio

#### Early Best
Early Best (с англ. — «Лучшее из раннего») — четвёртый студийный альбом See-Saw, выпущенный одновременно с третьим альбомом и содержащий множество ранних хитов группы. Занимал 68 место в течение 3 недель в еженедельном чарте Oricon.
Трек-лист
1. Suhada ~No-Make~ (яп. 素肌 ～ノーメイク～, «Цвет лица ~No-Make~»)
2. Futoumei Suisai Enogu (яп. 不透明水彩絵具, «Непрозрачная акварель»)
3. Usubeni (яп. うす紅, «Светло-малиновый»)
4. Eien (яп. 永遠, «Вечность»)
5. Slender Chameleon (яп. スレンダーカメレオン, «Проворный хамелеон»)
6. Chao Tokyo (с англ. — «Прощай, Токио»)
7. Uta (яп. うた, «Песня»)
8. Kokoro no Ehon (яп. 心の絵本, «Иллюстрированная книга сердца»)
9. Tooi Timpani (яп. 遠いティンパニ, «Далёкие литавры»)
10. Swimmer (с англ. — «Пловец»)
11. Tatta Hitori no Anata e (яп. たった一人のあなたへ, «Лишь для тебя одного»)
12. Kirai ni Naritai (яп. キライになりたい, «Хочу ненавидеть»)
13. Dakishimete Iru (яп. 抱きしめている, «Обними меня»)
14. Mata Aeru Kara (яп. また会えるから, «Ведь мы можем встретиться вновь»)

### Синглы
| Список дорожек | Аниме, чарты                                                                        |
| «Swimmer», сингл с альбома I Have a Dream (25 июля 1993) | «Swimmer», сингл с альбома I Have a Dream (25 июля 1993)                            |
| --- | ----------------------------------------------------------------------------------- |
| 1. Swimmer (с англ. — «Пловец») 2. Uta (яп. うた, «Песня») |                                                                                     |
| «Kirai ni Naritai», сингл с альбома I Have a Dream (26 сентября 1993) |                                                                                     |
| 1. Kirai ni Naritai (яп. キライになりたい, «Хочу ненавидеть») 2. Eien (яп. 永遠, «Вечность») 3. Kirai ni Naritai (original karaoke) (яп. キライになりたい (original karaoke), «Хочу ненавидеть (караоке)») | Дорама Nakitai Yoru mo Aru                                                          |
| «Chao Tokyo», сингл с альбома See-Saw (24 марта 1994) |                                                                                     |
| 1. Chao Tokyo (с англ. — «Прощай, Токио») 2. Usubeni (яп. うす紅, «Светло-малиновый») 3. Chao Tokyo (original karaoke) (с англ. — «Прощай, Токио (караоке)») |                                                                                     |
| «Suhada ~No-Make~», сингл с альбома See-Saw (5 августа 1994) |                                                                                     |
| 1. Suhada ~No-Make~ (яп. 素肌 ～ノーメイク～, «Цвет лица ~No-Make~») 2. Dakishimete Iru (яп. 抱きしめている, «Обними меня») 3. Suhada ~No-Make~ (original karaoke) (яп. 素肌 ～ノーメイク～ (original karaoke), «Цвет лица ~No-Make~ (караоке)») |                                                                                     |
| «Slender Chameleon», сингл с альбома See-Saw (24 сентября 1994) |                                                                                     |
| 1. Slender Chameleon (яп. スレンダーカメレオン, «Проворный хамелеон») 2. Slender Chameleon ~KOWAI YUME (яп. スレンダーカメレオン ～KOWAI YUME) 3. Slender Chameleon ~MAGIC (яп. スレンダーカメレオン ～マジック) |                                                                                     |
| «Mata Aeru Kara» (1 февраля 1995) |                                                                                     |
| 1. Mata Aeru Kara (яп. また会えるから, «Ведь мы можем встретиться вновь») 2. Mata Aeru Kara (original karaoke) (яп. また会えるから (original karaoke), «Ведь мы можем встретиться вновь (караоке)») |                                                                                     |
| «Obsession», сингл с альбома Dream Field (22 мая 2002) |                                                                                     |
| 1. Obsession (с англ. — «Одержимость») 2. Yasashii Yoake (яп. 優しい夜明け, «Добрый рассвет») 3. Obsession (karaoke) (с англ. — «Одержимость (караоке)») 4. Yasashii Yoake (karaoke) (яп. 優しい夜明け (karaoke), «Добрый рассвет (караоке)») | Аниме .hack//SIGN Oricon Weekly Singles № 45 в течение 23 недель                    |
| «edge», сингл с альбома Dream Field (24 июля 2002) |                                                                                     |
| 1. edge (с англ. — «Грань») 2. Tasogare no Umi (яп. 黄昏の海, «Море сумерек») 3. edge (karaoke) (с англ. — «Грань (караоке)») 4. Tasogare no Umi (karaoke) (яп. 黄昏の海 (karaoke), «Море сумерек (караоке)») | Аниме .hack//Liminality Oricon Weekly Singles № 30 в течение 4 недель               |
| «Anna ni Issho Datta no ni», сингл с альбома Dream Field (23 октября 2002) |                                                                                     |
| 1. Anna ni Issho Datta no ni (яп. あんなに一緒だったのに, «А мы были настолько близки») 2. Tsuki Hitotsu (яп. 月ひとつ, «Единственная луна») 3. Anna ni Issho Datta no ni (karaoke) (яп. あんなに一緒だったのに (karaoke), «А мы были настолько близки (караоке)») 4. Tsuki Hitotsu (karaoke) (яп. 月ひとつ (karaoke), «Единственная луна (караоке)») | Аниме Mobile Suit Gundam SEED Oricon Weekly Singles № 5 в течение 29 недель         |
| «Kimi ga Ita Monogatari» / «Emerald Green», сингл с альбома Dream Field (22 января 2003) |                                                                                     |
| 1. Kimi ga Ita Monogatari (яп. 君がいた物語, «История, где был ты») 2. Emerald Green (с англ. — «Изумрудно-зелёные») 3. Kioku (90sec "Liminality" version) (яп. 記憶 (90sec "Liminality" version), «Воспоминания (90-секундная версия из "Liminality")») 4. Kimi ga Ita Monogatari (karaoke) (яп. 君がいた物語 (karaoke), «История, где был ты (караоке)») 5. Emerald Green (karaoke) (с англ. — «Изумрудно-зелёные (караоке)») | Аниме .hack//Liminality Oricon Weekly Singles № 18 в течение 7 недель               |
| «Kimi wa Boku ni Niteiru» (3 августа 2005) |                                                                                     |
| 1. Kimi wa Boku ni Niteiru (яп. 君は僕に似ている, «Ты похож на меня») 2. Seijaku wa Headphone no Naka (яп. 静寂はヘッドフォンの中, «А в наушниках тишина») 3. Kimi wa Boku ni Niteiru (original karaoke) (яп. 君は僕に似ている (original karaoke), «Ты похож на меня (караоке)») 4. Seijaku wa Headphone no Naka (original karaoke) (яп. 静寂はヘッドフォンの中 (original karaoke), «А в наушниках тишина (караоке)») | Аниме Mobile Suit Gundam SEED Destiny Oricon Weekly Singles № 4 в течение 13 недель |
| «Kidou Senshi Gundam SEED HD Remaster Project Reunion Series 1st-dan» (22 февраля 2012) |                                                                                     |
| 1. Anna ni Issho Datta no ni ~ReTracks (яп. あんなに一緒だったのに ～ReTracks, «А мы были настолько близки ~ReTracks») 2. Shizukana Yoru ni ~ReTracks (яп. 静かな夜に ～ReTracks, «В тихую ночь ~ReTracks») (исполнитель: Риэ Танака) 3. Anna ni Issho Datta no ni ~ReTracks (original karaoke) (яп. あんなに一緒だったのに ～ReTracks (original karaoke), «А мы были настолько близки ~ReTracks (караоке)») 4. Shizukana Yoru ni ~ReTracks (original karaoke) (яп. 静かな夜に ～ReTracks (original karaoke), «В тихую ночь ~ReTracks (караоке)»)                                                       | Аниме Mobile Suit Gundam SEED                                                       |
| «Kidou Senshi Gundam SEED DESTINY Reunion Series 4th-dan Tears ~ReMix2013» (21 августа 2013) |                                                                                     |
| 1. tears (с англ. — «Слёзы») ~ReMix2013 (исполнитель: Лиза Коминэ) 2. Kimi wa Boku ni Niteiru ~ReMix2013 (яп. 君は僕に似ている ～ReMix2013, «Ты похож на меня ~ReMix2013») 3. Life Goes On (с англ. — «Жизнь продолжается») ~ReMix2013 (исполнитель: Мика Арисака) 4. tears ~ReMix2013 (original karaoke) (англ. «Слёзы ~ReMix2013 (караоке)») 5. Kimi wa Boku ni Niteiru ~ReMix2013 (original karaoke) (яп. 君は僕に似ている ～ReMix2013（original karaoke）, «Ты похож на меня ~ReMix2013 (караоке)») 6. Life Goes On ~ReMix2013 (original karaoke) (англ. «Жизнь продолжается ~ReMix2013 (караоке)») | Аниме Mobile Suit Gundam SEED Destiny                                               |